# Округ Естил (Кентаки)
Естил (енгл. Estill County) је округ у америчкој савезној држави Кентаки.

## Демографија
По попису из 2010. године број становника је 14.672, што је 635 (-4,1%) становника мање него 2000. године.
| Група             | 2000.          | 2010.          |
| Белци             | 15.102 (98,7%) | 14.407 (98,2%) |
| Афроамериканци    | 17 (0,1%)      | 29 (0,2%)      |
| Азијати           | 5 (0,0%)       | 14 (0,1%)      |
| Хиспаноамериканци | 81 (0,5%)      | 101 (0,7%)     |
| Укупно            | 15.307         | 14.672         |